# Herbita amicaria
Herbita amicaria là một loài bướm đêm trong họ Geometridae.